# Max Pfeffer
Max Pfeffer, nemški general, * 12. junij 1883, † 21. december 1955.